# William Beach Lawrence

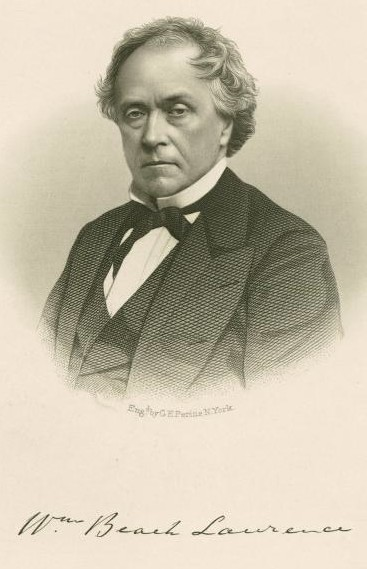
William Beach Lawrence

William Beach Lawrence (* 23. Oktober 1800 in New York City; † 26. März 1881 ebenda) war ein US-amerikanischer Jurist, Politiker und Autor juristischer Fachbücher.

## Jugend und Ausbildung
William war der Sohn von Isaac und Cornelia (Beach) Lawrence. Mr. Isaac Lawrence war ein bekannter und reicher Kaufmann in New York und seit 1816 Präsident der Zweigstelle der Bank of the United States in New York. Als sein Vater am 12. Juli 1841 starb, hinterließ er seinen 7 Kindern ein beachtliches Vermögen. William war der einzige Sohn unter 6 Schwestern.
Die frühen Kindheitsjahre verbrachte William Beach Lawrence bei seinem Großvater mütterlicherseits, Rev. Dr. Beach, in Raritan (New Jersey). Er besuchte auch die Schule von Reverend Edmund Drinan Barry,  und im Alter von 12 Jahren wurde er auf das Queen’s College geschickt. Er blieb zwei Jahre in dieser Schule, die ihn für das Columbia College, New York, vorbereitet hatte. Am Columbia graduierte er 1818 mit Bestnoten. Unter seinen Klassenkameraden waren Henry J. Anderson und James Lenox. Nach Verlassen des College wurde er Student im Büro von William Slosson, dem bedeutendsten Rechtsanwalt in Handelsrecht von New York und anschließend besuchte er die berühmte Rechtsschule der Richter Tapping Reeves und James Gould in Litchfield, Connecticut.  Zur Erholung verbrachte die Wintermonate in South Carolina und Georgia, wo er herzlich von den alteingesessenen Familien Rutledge, Middleton, Huger, Lowndes und anderen empfangen wurde.
1821 heiratete er Hetty, Tochter von Archibald Gracie, Esq. in New York. Da Williams Vater einer der Wahlmänner von Präsident James Monroe gewesen war, erhielt dieser ohne Weiteres Empfehlungsschreiben für seinen Sohn von diesem, sowie weitere von dessen Vorgänger James Madison und Thomas Jefferson an die verschiedenen Diplomaten wie z. B. Richard Rush, Minister am Hofe von London und Albert Gallatin in Paris. So ausgestattet reiste er mit seiner Frau nach Europa, wo sie insgesamt zwei Jahre verbrachten und England, Frankreich und Italien besuchten. Einen Winter verbrachten sie in Paris, den er dazu nutzte, Vorlesung von Jean Baptiste Say in politischer Ökonomie zu hören und auch die Juristenschule der Sorbonne aufzusuchen.

## Anwalt – Diplomat – Schriftsteller
1823 wurde er als Rechtsanwalt am Supreme Court von New York zugelassen. Während dieser Zeit hielt James Kent, ehemaliger Kanzler der Columbia-Universität, und Lawrence verpasste keine seiner Vorlesungen über amerikanische Recht. Sein Interesse galt besonders dem Law of Nations — heute alles umfassend internationales Recht genannt. Kent gab später ein mehrbändiges Werk mit Kommentaren heraus. Von 1824 bis 1826 schrieb er mehrere Beiträge für das Atlantic Magazine, aus dem später die New York Review wurde. Seine Artikel beschäftigten sich mit den Restriktionen für das Bankensystem und mit der Finanzpolitik der Vereinigten Staaten. Er war ein starker Verfechter des Freihandels.
1826 ernannte Präsident John Quincy Adams Albert Gallatin, in besonderer Mission als Nachfolger von Rufus King, dem seine Gesundheit zu schaffen machte, als Minister nach England. Gallatin forderte Lawrence auf, ihn als Gesandtschaftssekretär nach London zu begleiten. Im August 1827 verstarb Lord Canning und Lord Goodrich folgte ihm als Premierminister. Im Oktober trat Gallatin zurück und überließ Mr. Lawrence die Verantwortung der Verhandlungen. Vorher hatte dieser dem Außenminister, Henry Clay, versichert, dass sein Sekretär in der Lage wäre, die Geschäfte allein zu führen. Sofort ernannte der amerikanische Präsident William Lawrence zum „Charge d’Affaires“. In dieser Eigenschaft, ausgestattet mit weitreichenden Befugnissen, vollendete er mehrere Verträge, die von Gallatin abgeschlossen waren, und ihm oblag auch, für die Vereinigten Staaten Schiedsmänner auszuwählen, um die strittigen Fragen der Grenzen zu bestimmen.
Während seiner Amtszeit in London war er Mitglied im Political Economy Club, dem John Ramsay McCulloch, Sir John Bowring sowie der liberal denkende Bankier und Historiker über Griechenland, George Grote, angehörten. Mit Jeremy Bentham und Joseph Hume verkehrte er auch privat. Außerdem verfolgte er die Diskussionen im britischen Parlament sowie die Verfahren an den Gerichten. Charles Abbott war zu der Zeit Chief Justice of the King’s Bench (deutsch Lordoberrichter), und die beiden Brüder Scott, Lord Eldon und Lord Stowell, waren Präsidenten des Obersten Gerichtshofes (Courts of Chancery) bzw. des Zivilgerichtshofes (Civil Law). Des Weiteren hatte er das Glück, anwesend zu sein, als Henry Brougham seine berühmte Rede hielt, in der er eine Rechtsreform forderte.
Mit der Wahl von Andrew Jackson als amerikanischer Präsident endete sein Amt und er besuchte 1828 abermals Paris, wo er François Barbé-Marbois’ Histoire de la Louisiane ins Englische übersetzte (Philadelphia 1830) ohne Nennung seines Names als Übersetzer.
Im Sommer 1830 besuchte er Henry Clay (1777–1852) in dessen Heim in Kentucky. Dieser informierte ihn, dass Henry Wheaton am 28. März 1830 mit Dänemark über Schadensersatzansprüche abgeschlossen hatte, wobei sich Wheaton eng an Clays Vorgaben gehalten hatte. An diesem Vertrag und den daraus resultierenden Entschädigungen war er auch für seine Familie interessiert. Mit Frankreich handelte Mr. Rives ebenfalls einen Vertrag über Kriegsschäden am 4. Juli 1831 aus.
1832 kehrte er nach New York zurück und betrieb seine Anwaltskanzlei gemeinsam mit Hamilton Fish als Partner.
Während dieser Zeit hielt eine Reihe von Vorträgen über Nationalökonomie für die Höheren Klassen des Columbia College. Nachdem er diese noch einmal vor der Mercantile Library Association of the City of New York am 23. und 30. Dezember 1831 wiederholt hatte, wurden sie 1832 gedruckt.
Diese Vorträge beabsichtigten, die Ricardianische Handelstheorie und die Lehren vom Freien Handel zu unterstützen, von denen er konsequenter Verfechter war. Vor der Historischen Gesellschaft von New York hielt er 1832 den Vortrag The Origin and Nature of the Representative and Federative Institutions of the United States, dessen Ziel es war, das Regierungssystem beizubehalten, wie es vor dem letzten Bürgerkrieg existierte, nämlich die vollständige Autonomie der Staaten in deren inneren Angelegenheiten und die Nationale Regierung für die Handhabung ausländischen Angelegenheiten. Für die Bände des American Annual Register schrieb er von 1829 bis 1834 wichtige Beiträge über verschiedene europäische Länder.
Für die Zeitschrift New York Review schrieb er 1841 die Geschichte über die Verhandlungen über die Ost- und Nordöstlichen Grenzen der Vereinigten Staaten (“History of the Negotiations in Reference to the Eastern and North-eastern Boundaries of the United States”), einem Thema, mit dem er sehr vertraut war aus seiner Zeit als Diplomat in London.
1843 veröffentlichte er im „Democratic Review“ einen Nachruf auf seinen ehemaligen Chef Albert Gallatin. Im gleichen Jahr wurde er gebeten, einen Vortrag zu halten vor Jugendlichen in New Brunswick, über die „Colonization and History of New Jersey“.
Aufgrund einer dringenden Bitte von Henry Wheaton bereitete für den „North American Review“ (1845) eine Rezension für dessen Buch „History of the Law of Nations“ vor.
Lawrence war sehr interessiert an den öffentlichen Verbesserungen in seiner Heimatstadt. So war er beteiligt an der Planung der Erie Railroad und war auch einer der ersten Direktoren dieser Eisenbahngesellschaft. Mit einigen anderen weitsichtigen New Yorkern unterstützte er den Bau der High Bridge (Hochbahn) sowie konsequent die Erhaltung der Schiffbarkeit des Harlem River.

## Umzug nach Rhode Island

Villa “Orchre Point” von William Beach Lawrence in Newport R. I.

Lawrence war wahrscheinlich der erste Millionär von Newport R. I., der 1844 fast das ganze Land für 14.000 US-Dollar kaufte. Auf diesem Gelände baute er seine Sommer-Residenz, die er Ochre Point nannte und in die er 1850 seinen Ruhesitz verlegte. Nach ein paar Jahren verkaufte ein Acre seines Besitzes an einen Freund. Bad darauf bereute er diesen Verkauf und Verlust seiner Privatsphäre, so dass er eine hohe Steinmauer über den „Cliff Walk“ baute. Er war erstaunt, als die Einwohner von Newport dagegen protestierten und die Mauer zerstörten. Ein empörter Lawrence gab eine noch höhere Mauer, versehen mit Glasscherben als Abschluss, in Auftrag. Die Einwohner von Newport beriefen sich auf ein altes Gesetz, das den Fischern erlaubte, den „Cliff Walk“ und die Felsvorsprünge zu benutzen, um ihre Boote daran festzumachen. Sie brachten ihre Klage vor den U. S. Supreme Court. Die Richter entschieden zu Gunsten der Ortsansässigen. Seitdem ist der Cliff Walk, einer der schönsten Spazierwege von Rhode Island, für alle Spaziergänger offen.
1851 wurde Lawrence zum Vizegouverneur des Staates gewählt; zeitweise amtierte er auch als kommissarischer Gouverneur, als er Amtsinhaber Philip Allen vertreten musste. In der Politik seines Staates arbeitete er lange und anstrengend, um die Abschaffung der barbarischen Praxis der Freiheitsstrafe für Schulden zu erreichen, und während der „Maine Liquor Law“ Aufregung, setzte Lawrence das Verbot durch, Alkohol herzustellen und dies als Getränk zu verkaufen. (Inwieweit er damit die Schwarzbrennerei förderte, ist nicht bekannt.) Als ein konsequenter Demokrat war er immer gegen Einschränkung der Bürgerrechte. So waren nach der Verfassung von Rhode Island nur Landbesitzer wahlberechtigt¸ was eindeutig die Ungerechtigkeit dieser Verfassung aufzeigte und auch früher schon zu Aufständen unter Thomas Wilson Dorr (1805–1854) geführt hatte. Das Ergebnis hatte sich bereits 1829 gezeigt: 60 % der Freien weißen Männer waren nicht wahlberechtigt. Aber auch seine Bemühungen in dieser Richtung waren nicht erfolgreich.
1852 wurde er als Gouverneur nicht wiedergewählt und schied er aus dem Amt, woraufhin er sich hauptsächlich als Autor juristischer Fachbücher betätigte.
Governor Lawrence’ Freund und Mentor, Henry Wheaton, war im März 1848 verstorben und hatte seine Familie in ärmlichen Verhältnissen zurückgelassen, so dass diese ihn bat, eine weitere Ausgabe seiner Elements of international Law herauszubringen, die 1855 gedruckt wurde. Der Ausgabe war eine Huldigung von Wheatons Leben vorangestellt, die mehr als 2/3 des Buches beanspruchte. Lawrence erwies ihm damit eine Ehrung. Der Erlös durch den Verkauf dieser Ausgabe ebenso wie derjenigen von der Folgeausgabe 1863 sowie der „French Commentaire“ gab Lawrence an die Familie Wheaton.
Nach dem Tod seiner Ehefrau 1858 besuchte Lawrence nach 30 Jahren Abwesenheit wieder Europa. Er blieb bis 1860 dort und machte die Bekanntschaft aller prominenten Autoren, die über das Recht der Nationen geschrieben hatten. In Rom erhielt er gemeinsam mit William Bradford Reed, der gerade aus China zurückgekommen war, eine Privat-Audienz beim Papst. In Paris verfasste er Pamphlet in Französisch mit dem Titel: L’Industrie Francais et l’Esclavage des Nigres aux Etats Unis, das große Aufmerksamkeit erzielte, und übersetzt unter dem Titel »French Commerce and Manufactures and Negro Slavery in the United States« im London Morning Chronicle veröffentlicht wurde. Es erklärte den Zusammenhang zwischen den Europäischen Herstellern und den der Arbeitskraft der Neger in den Südstaaten.
Im Jahre 1868 erschien der erste Band im F. A. Brockhaus-Verlag in Leipzig in französischer Sprache von Lawrence magnum opus über das Völkerrecht, und der vierte erschien im Herbst 1880. Die fünften und sechsten Bände lagen bei seinem Tod nur im Manuskript vor. Es kann mit Sicherheit gesagt werden, dass dieses Werk, das in französischer Sprache verfasst und herausgegeben wurde, der vollständigste und wertvollste Beitrag zum Völkerrecht ist, der bisher weder in Europa noch in Amerika erschienen ist und für den literarischen Ruhm von William Beach Lawrence ausreichte. Er veröffentlichte danach nichts anderes.
Kleinere Beiträge von ihm über das Völkerrecht erschienen von ihm in nachstehenden Fach-Zeitschriften: »London Law Magazine«, »La Revue de Droit International«, »Transactions of the British Social Science Association«, und dem »Albany Law Journal«.
Im Herbst 1868 besuchte Lawrence ein viertes Mal Europa und blieb bis Frühjahr 1870. Er nahm im Oktober 1869 an dem Social Science Congress in Bristol, England, teil, wo er die Bekanntschaft mit Sir John Bowring erneuerte. Die British Social Science Association hatte Lawrence drei Jahre vorher als Mitglied einer Kommission ernannt, die einen Codex über internationals Recht vorbereiten sollte. Den Winter 1869–70 verbrachte er in Paris und arbeitete an dem dritten Band seiner Commentaires. Gleich nach seiner Rückkehr begann er mit den Vorbereitungen zu einer Broschüre über „The Disabilities of American Women Married Abroad“.
Später wandte er sich sozialen und internationalen Fragen zu. Er schrieb unter anderem:
- Disabilities of American Women married abroad (1871)[18]
- Administration of equity jurisprudence (Boston 1874)

Gouverneur Lawrence erreichte große berufliche Aufmerksamkeit durch sein Erscheinen vor dem britischen und amerikanischen internationalen Tribunal (Joint High Commission) in Washington im Jahre 1873, in dem berühmten Fall des SS „Circassian“, bei dem es um Entschädigungszahlungen von mehr als einer halben Million Dollar ging. Er gewann den Rechtsstreit für seine Klienten durch eine Abweisung der Entscheidung United States Supreme Court. Seine Argumentation wurde unter dem Titel Belligerent and Sovereign Rights as Regards Neutrals During the War of Secession veröffentlicht. Für die erfolgreiche Vertretung der Kläger erhielt er die Summe von 40.000 $ in Gold.
Er besaß eine der größten und wertvollsten Privatbibliotheken des Landes. Ein beträchtlicher Teil seiner 10.000 Bände in englischer, französischer, deutscher, italienischer und spanischer Sprache, bezog sich auf Völkerrecht und politische Ökonomie. „Orchre Point“ war für ein Vierteljahrhundert ein Zentrum des gesellschaftlichen Lebens, und wenige Menschen in der Welt des Rechts, Literatur, Politik oder Wissenschaft besuchten Newport, ohne dort vorbeizuschauen.
Sein letzter Artikel erschien in North American Review für November 1880, über The Monarchical Principle in our Constitution.

## Ehrungen
- 1826 wurde er geehrt vom Yale College mit honorary degree of A. M.
- 1869 Brown University the degree of LL. D.
- 1873, the Regents of the University of the State of New York, the first degree of D. C. L. ever granted in the United States
- 1869 Honorary Vice-President for the State of Rhode Island

### Ehrenämter
- Counsellor of the Literary and Philosophical Society of New York (DeWitt Clinton war Präsident)
- Vize-Präsident der New York-Historical Society, 1836–1845
- Trustee des College of Physicians and Surgeons, 1837–1855[21]
- Das letzte noch lebende Gründungsmitglied des Union Club[22]

## Familie
Am 19. Mai 1821 heiratete in der Grace Church, New York City, Esther Rogers Gracie, genannt „Hettie“, Tochter des Kaufmanns Archibald Gracie. Aus der Ehe gingen folgende Kinder hervor:
- William Isaac Lawrence, Rechtsanwalt, * 1829 †1870
- Isaac, kandidierte 1878 für die Demokraten für den Posten des Gouverneurs von Rhode Island
- Esther Gracie Lawrence * 1832, ⚭ heiratete Dr. W. L. Wheeler, ehemals General der United States Navy.
- Gratia Lawrence * 1834
- General Albert Gallatin Lawrence * 1836 (wurde Brigadier-General und Minister in Costa Rica). ⚭ 1865, Eva, jüngste Tochter von Gen. J. P. Taylor, USA, und Nichte von Präsident Taylor. Hatten eine Tochter, Esther.
- Cornelia Beach Lawrence * 1839 ⚭ Baron Von Klenck von Hanover. Hatten zwei Töchter, Marie Bertha und Frederica.
- James G K Lawrence * 1844 ⚭ Catherine Augusta Le Roy. Hatten einen Sohn, William Beach Lawrence, geboren in 1881.[23]

Innerhalb von zwei Jahren nach dem Tod ihres Vaters parzellierten und verkauften die Erben die 60 acres Land in Newport. Circa die Hälfte der neuen Grundstücke wurden von Frauen gekauft. Alle bauten darauf Häuser. Catharine Lorillard Wolfe kaufte 1882 das Grundstück mit Lawrence Haus.

## Trauerfeier
William Beach Lawrence starb am 26. März 1881 in New York. Eine New Yorker Zeitung beschrieb die Trauerfeierlichkeiten:
Viele prominente Personen waren in der alten St. Mark’s Church, Ecke Second Avenue und Stuyvesant Place, gestern nachmittag erschienen, um der Beerdigung von William Beach Lawrence beizuwohnen. Rev. Dr. Beach Carter, von der Grace Chapel, ein Cousin des verstorbenen Juristen, hielt den Gottesdienst. Die Sargträger waren: Hon. Hamilton Fish, Hon. Charles O'Conor, Hon. Samuel B. Ruggles, David Dudley Field, General George W. Cullum,  Dr. J. C. Welling aus Washington, H.m. James W. Gerard, J. S. O'Sullivan, und Dr. William A. Watson. Unter den Anwesenden waren auch Ex-Governor John T. Hoffman, General James Grant Wilson, Richter Charles A. Peabody, Edward V. De Lancey, George Peabody Wetmore, Hon. John Jay, Mason Jones, Hon. Edwin W. Stoughton, Augustus Schell, Pierre und Louis Lorillard, and Gunning S. Bedford. Die sterblichen Überreste wurden in einem Grab auf dem Kirchhof beigesetzt. Sie werden auf den Friedhof der Familie Lawrence, bei Newtown, Long Island, überführt werden.
- — New York paper, March 29, 1881.

## Weitere Werke
- The Bank of the United States (1831)
- Institutions of the United States (1832)
- Discourses on Political Economy (1834)
- Biographical Memoir of Albert Gallatin (1843)
- The Law of Charitable Uses (1845)
- 1855 gab er Henry Wheatons berühmtes Werk Elements of international law (1855) neu heraus
- Visitation and search: or, an historical sketch of the British claim to exercise a maritime police over the vessels of all nations in peace as well as in war with an inquiry into the expediency of terminating the Eighth Article of the Ashburton Treaty. Little, Brown and Company, Boston 1858; Textarchiv – Internet Archive.
- Commentaire sur les éléments du droit international (4 Bände. 1868–1880)
  - Commentaire sur les Éléments du droit international, et sur l’Histoire des progrès du droit des gens de Henry Wheaton. Volume 1. F. A. Brockhaus, Leipzig 1868; Textarchiv – Internet Archive
  - Tome Second. F. A. Brockhaus, Leipzig 1869; Textarchiv – Internet Archive
  - Tome Troisième. F. A. Brockhaus, Leipzig 1873; Textarchiv – Internet Archive
  - Tome Quatrième. Vol. 4 has added t.-p.: Études sur la juridiction consulaire et pays chrétiens et en pays non chrétiens et sur l’extradition. F. A. Brockhaus, Leipzig 1880; Textarchiv – Internet Archive
- The Treaty of Washington (1871)
- Belligerent and Sovereign Rights as Regards Neutrals During the War of Secession (1873)
- The Law of Religious Societies and Church Corporations. Chapter II by Wm. Lawrence. In: The American Law Register (1852–1891) Vol. 21, No. 6, New Series, Volume 12 (Juni 1873) The University of Pennsylvania Law Review, S. 329–365, JSTOR:3303737.
- Etudes sur la jurisdiction consulaire et sur l’extradition (1880)
- Veröffentlichungen von William Beach Lawrence digitalisiert im Internet Archive